# Туровец (Брянская область)
Туровец — упразднённая в 2014 году деревня в Дубровском районе Брянской области России. Входила в состав Сергеевского сельского поселения (се).

## География
Расположен на северо-западе области в лесной местности, в 7 км к юго-востоку от деревни Деньгубовка, в 6 км к югу от другой упразднённой деревни Алёшинка.

## История
- 1916 год – хутор, Орловская губерния, Брянский уезд, Княвичская волость.
- 1920 год – хутор, Брянская губерния, Брянский уезд, Княвичская волость.
- 1929 год – хутор, Западная область, Рославльский округ, Дубровский район, Сурновский сельсовет.
- 1937 год – хутор, Орловская область, Дубровский район, Сурновский сельсовет.
- 1944 год – хутор, Брянская область, Дубровский район, Сурновский сельсовет.
- 1970 год – поселок, Брянская область, Дубровский район, Сергеевский сельсовет

Исключен из учётных данных в 2001 году.
Упразднена официально 31 декабря 2014 года.

## Население
С 1990-х годов — без населения.